# Compañía Nacional de Danza

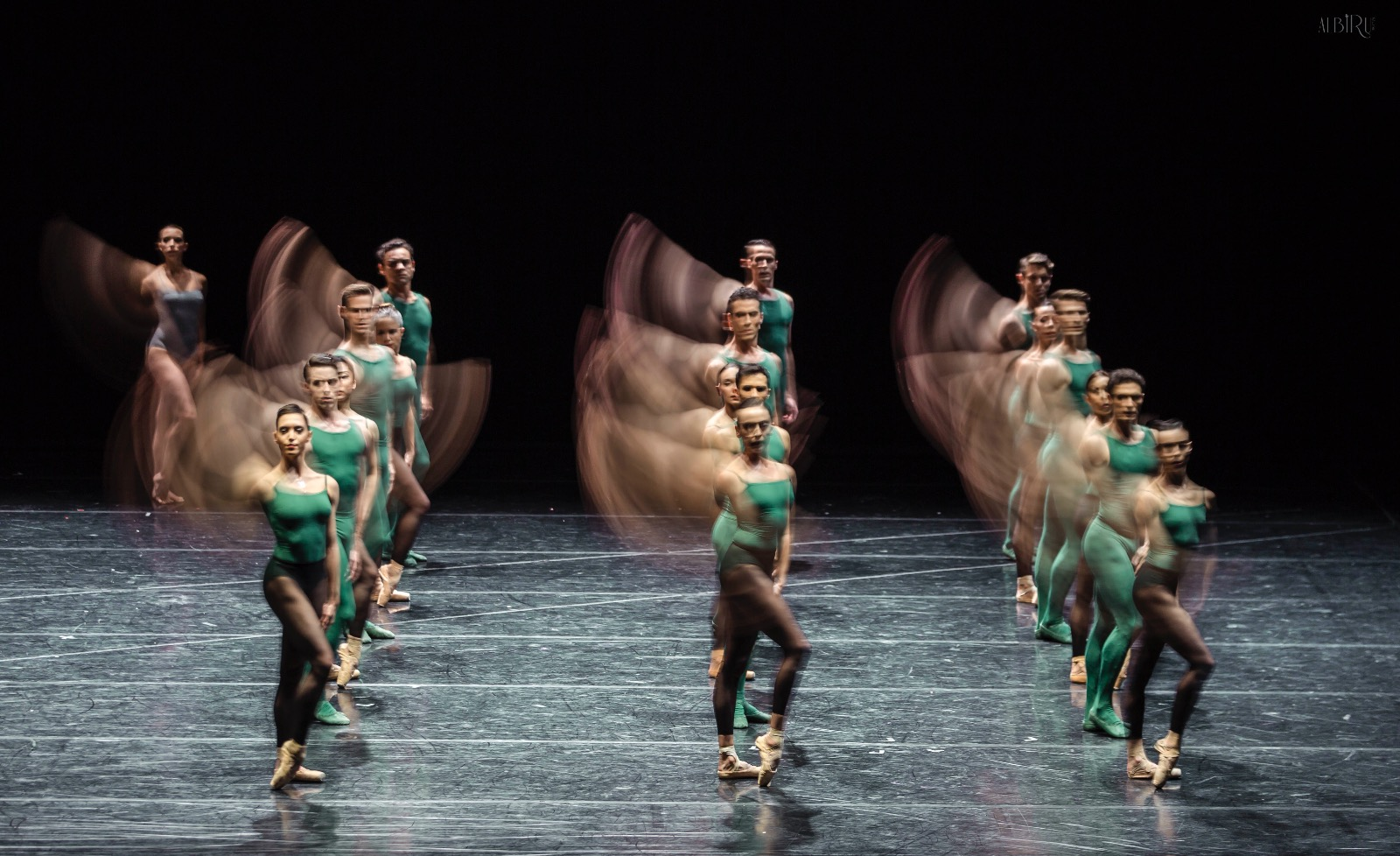
Aufführung Artifact II, Choreografie William Forsythe

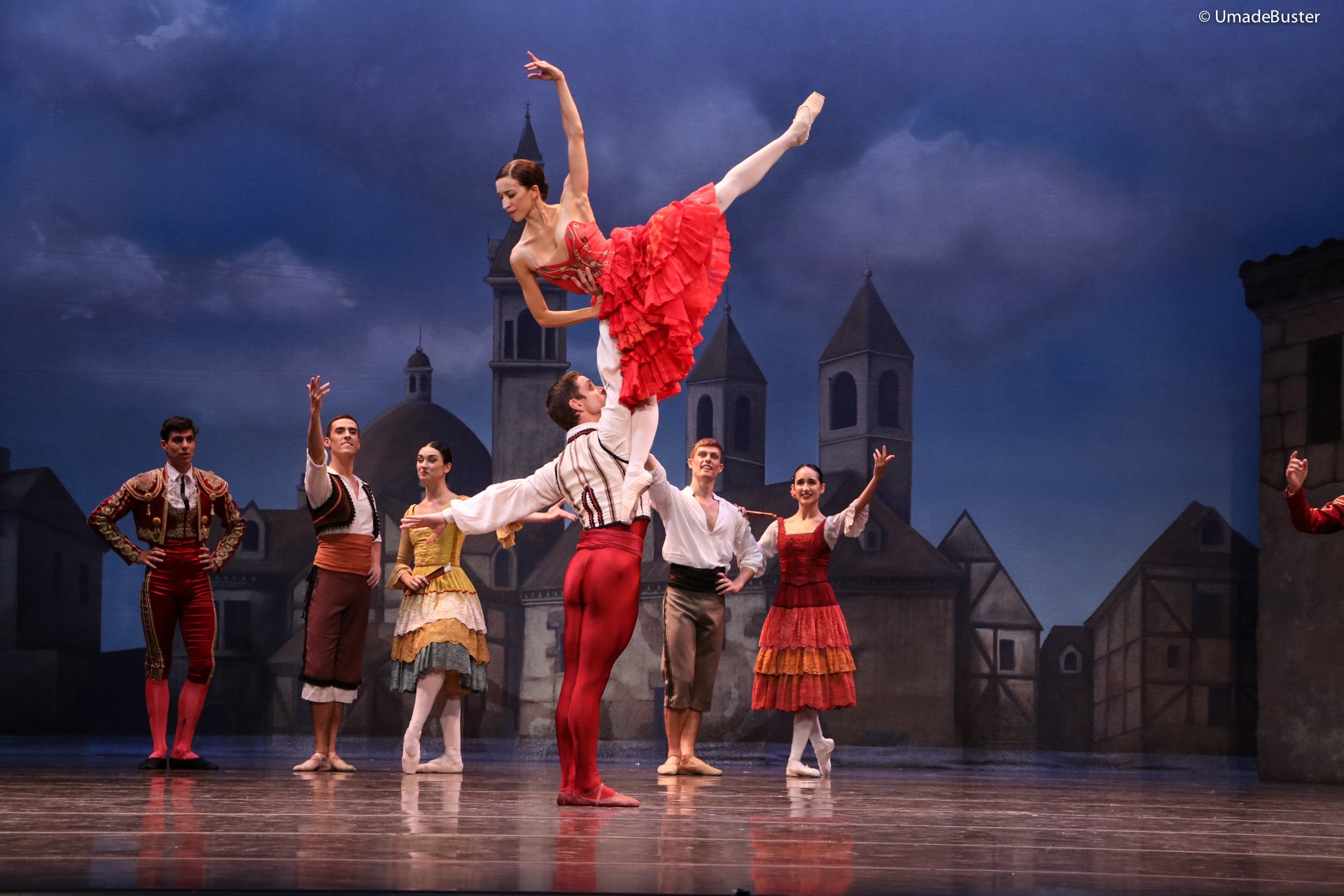
Pas de Deux aus Don Quijote, Choreografie José Carlos Martínez

Die Compañía Nacional de Danza (CND) ist eine spanische Ballettkompanie mit Sitz in Madrid.

## Organisation
Die Kompanie untersteht dem Instituto Nacional de las Artes Escénicas y de la Música (INAEM), einer Behörde des spanischen Ministeriums für Kultur und Sport. Ihr Ziel ist, Tanzkunst und -Repertoire im weitesten Sinne zu fördern und zu verbreiten. Ein stabiles Ensemble, das offen für Stile und choreografische Ausdrucksformen ist, soll dies gewährleisten. Sowohl spanische als auch internationale Themen sollen im Rahmen künstlerischer Autonomie dem spanischen und dem internationalen Publikum nahe gebracht werden.

## Geschichte
Die Kompanie wurde 1979 unter dem Namen Ballet Nacional Clásico gegründet. Als künstlerischer Leiter wurde Víctor Ullate berufen.
1983 fusionierte sie mit dem Ballet Nacional Español zu einer gemeinsamen Organisation unter der Leitung von María de Ávila. Diese bemühte sich unter anderem darum, Choreografien von George Balanchine und Antony Tudor zu inszenieren. Außerdem gab sie Choreografien bei Ray Barra in Auftrag. 1986 trat sie nach einem Konflikt mit Teilen des Ensembles zurück, und die beiden Kompanien gingen wieder getrennte Wege. Das ehemalige Ballet Nacional Español firmiert seitdem als Ballet Nacional de España, während aus dem Ballet Clásico das Ballet Lírico Nacional wurde.
Ihr Nachfolger wurde Ray Barra, der im folgenden Jahr von Maja Plissezkaja abgelöst wurde. Diese leitete das Ballett bis 1990. Als herausragende Inszenierung während ihres Rektorats ist La fille mal gardée zu nennen. Als Primaballerina zeichnete sich die junge Arantxa Argüelles aus, die zum Jahreswechsel 1990–1991 im Alter von 20 Jahren zur Deutschen Oper Berlin wechselte.

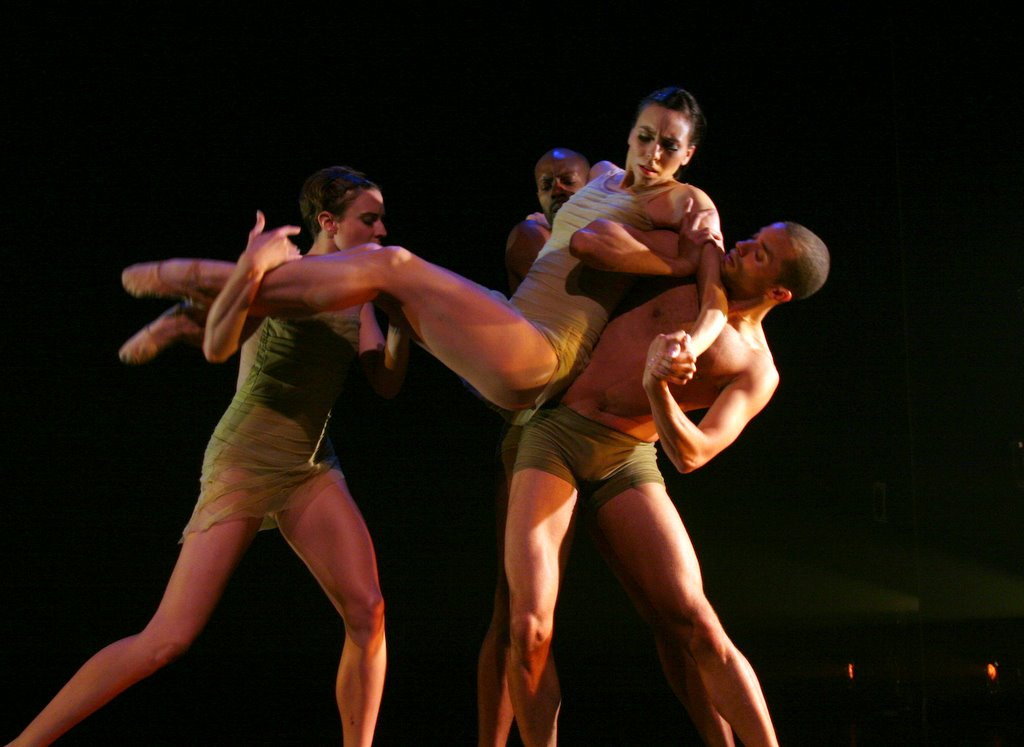
Tanz beim Festival des arts de Saint-Sauveur, 2010

Nachfolger Maja Plissezkajas wurde Nacho Duato. Unter seiner Amtszeit änderte die Kompanie 1993 erneut ihren Namen zum heutigen Compañía Nacional de Danza. In den zwanzig Jahren seines Wirkens schuf er 48 Choreografien, darunter vom Publikum gefeierte tänzerische Erzählungen wie Coming together, Rassemblement oder Romeo y Julia, aber auch dunkle, gewagte kritische Werke, zu denen das Publikum nur schwer Zugang fand. Schließlich wurde ihm vorgeworfen, dem Ballett so sehr seinen Stil aufgeprägt zu haben, dass es eher den Eindruck erweckte, sein eigenes Ballett als ein nationales spanisches Ballett zu sein. Im Zuge einer turbulenten Auseinandersetzung quittierte er seinen Posten 2010, ein Jahr vor dem regulären Ende seines Vertrags. Seinen Abschied gab er mit der Choreografie Arenal, demselben Stück, mit dem er 1990 bei der Kompanie debütiert hatte. Im letzten Jahr seiner Amtszeit schuf er ein zweites Ensemble speziell für den Nachwuchs: die Compañía Nacional de Danza 2. Deren Mitglieder wechseln alle zwei Jahre.
Abgelöst wurde er von Hervé Palito, der allerdings nur bis zum folgenden Jahr als Direktor fungierte.
Unter der Leitung von José Carlos Martínez von 2011 bis 2019 pflegte das Ballett den klassischen Stil. Zudem wurden Choreografien herausragender internationaler Choreografen wie William Forsythe, Jiří Kylián und Mats Ek in Szene gesetzt. 2016 wurde Johan Ingers für das Ballet Nacional geschaffene Choreografie Carmen mit dem angesehenen Prix Benois de la danse ausgezeichnet. Zustimmung bei der Kritik und großen Applaus beim Publikum fanden seine Inszenierungen des Don Quijote.
Joaquín de Luz trat 2019 seine Stelle als Direktor mit dem Anspruch an, das klassische Ballett von seinem elitären Anspruch zu lösen. So wagte er 2020 mit der Kompanie im Teatro de la Zarzuela eine Neufassung des Balletts Giselle, inspiriert von der Dichtung von Gustavo Adolfo Bécquer. Die Inszenierung fand zwiespältige Aufnahme bei der Kritik: Einerseits wurde die zeitgemäße Interpretation gewürdigt, ja sogar mehr Mut in dieser Hinsicht gewünscht. Roger Salas von El País hingegen nannte den Versuch „eine wilde Aggression gegen die Musik“ und schrieb, ein romantisches Ballett wie Giselle bedürfe unabdingbar der klassischen Form.
2022 nahm die Kompanie fünf ukrainische Tänzerinnen ins Ensemble auf. Diese hätten ursprünglich bei Aufführungen des Bolschoi-Theaters in Spanien auftreten sollen, die dann wegen des russischen Überfalls auf die Ukraine abgesagt wurden.
2024 wurde Muriel Romero als neue Direktorin zum Beginn der neuen Spielsaison ab September 2024 berufen. Die Kulturbehörde INAEM hebt die feministische und integrative Vision hervor, die Romeros Projekt anstrebe, so dass sie das Engagement und dem Dialog zwischen den Mitgliedern der Gesellschaft stärken werde.

## Ensemble
Primaballerinen und Erste Tänzer waren unter anderem die bereits erwähnte Arantxa Argüelles, der Spanier Isaac Montllor, der im Jahr 2000 in das Ensemble eintrat, und die Japanerin Kayoko Everhart, die 2004 eintrat und zuvor unter anderem beim Washington Contemporary Ballet und beim Pacific Northwest Ballet getanzt hatte. 2012 stießen der US-Amerikaner Anthony Pina, 2013 der Italiener Alessandro Riga und 2015 die Spanierin Cristina Casa hinzu.
Die Biografien sämtlicher Mitglieder des Ensembles sind auf der Website der Kompanie verfügbar.